# Royal Arsenal

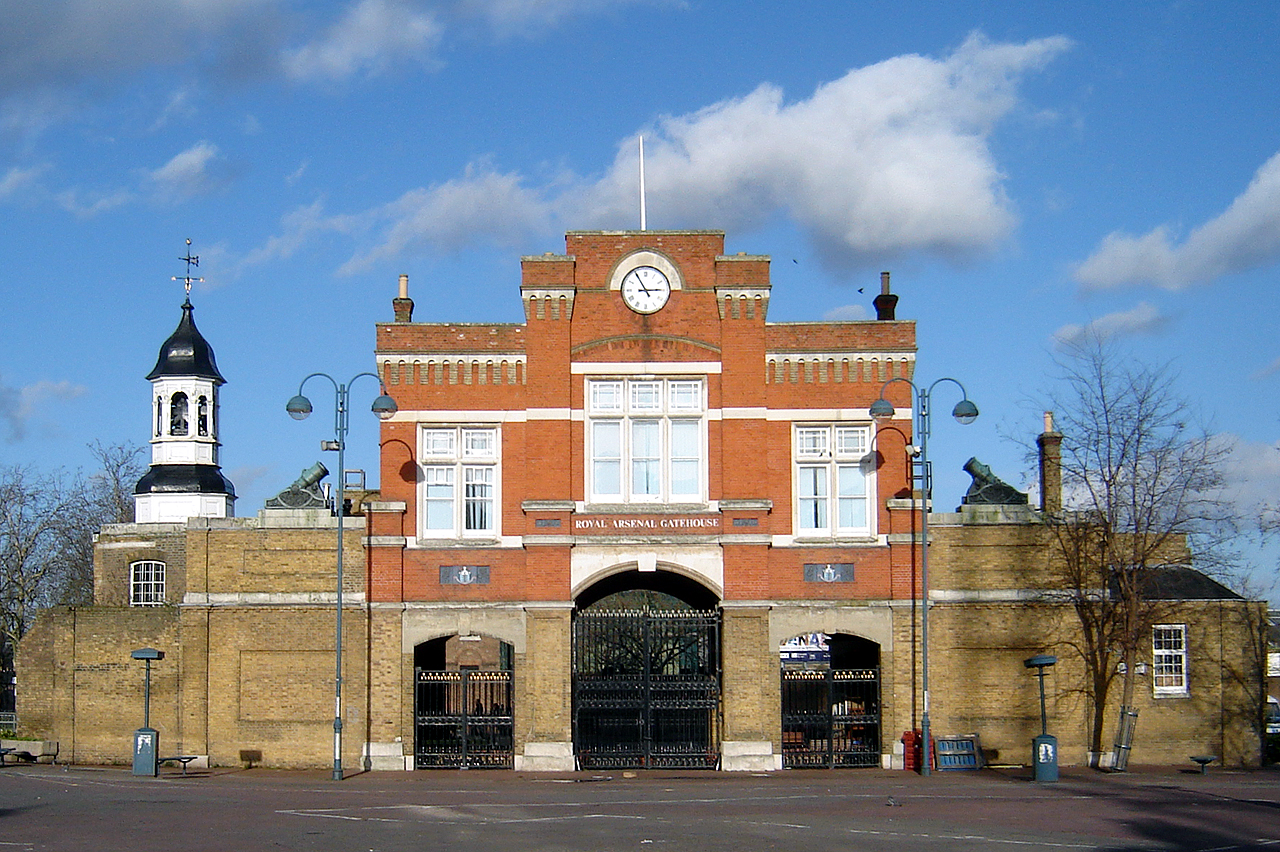
Stróżówka Woolwich Royal Arsenal w lutym 2007

Royal Arsenal, Woolwich, pierwotnie znany jako Woolwich Warren – dawne zakłady uzbrojenia artyleryjskiego, założone w XVII wieku w pobliżu Londynu oraz prowadzące badania nad amunicją i materiałami wybuchowymi przeznaczonymi dla Brytyjskich Sił Zbrojnych. Głównie były znane pod nazwą Royal Arsenal Woolwich, a w jej skład wchodziły: Royal Gun Factory, Royal Carriage Department i Royal Laboratory, które były później odpowiedzialne za rozwój i produkcję amunicji. Zakład miał monopol na projektowanie i produkcję dział, aż do pojawienia się dział Armstronga. Pracownicy tej fabryki w 1886 roku założyli klub Dial Square, który obecnie znany jest jako Arsenal F.C.
Fabryka broni została zamknięta w 1967 roku, a Ministerstwo Obrony ostatecznie opuściło teren w 1994 roku. Obecnie obszar ten jest adaptowany i rozbudowywany dla celów budownictwa mieszkaniowego i komercyjnych.
Część budynków Royal Arsenal zajmuje The Royal Artillery Museum.